# Gnadendorf
Gnadendorf osztrák község Alsó-Ausztria Mistelbachi járásában. 2021 januárjában 1150 lakosa volt. 

## Elhelyezkedése

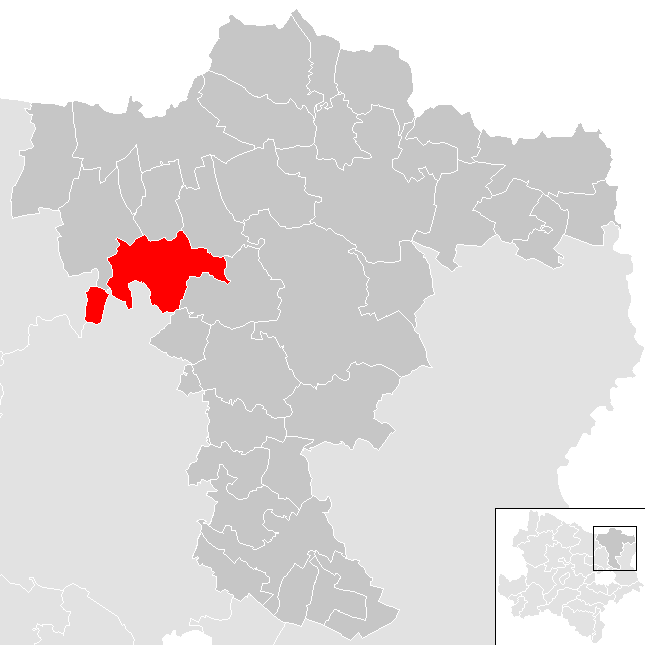
Gnadendorf a Mistelbachi járásban

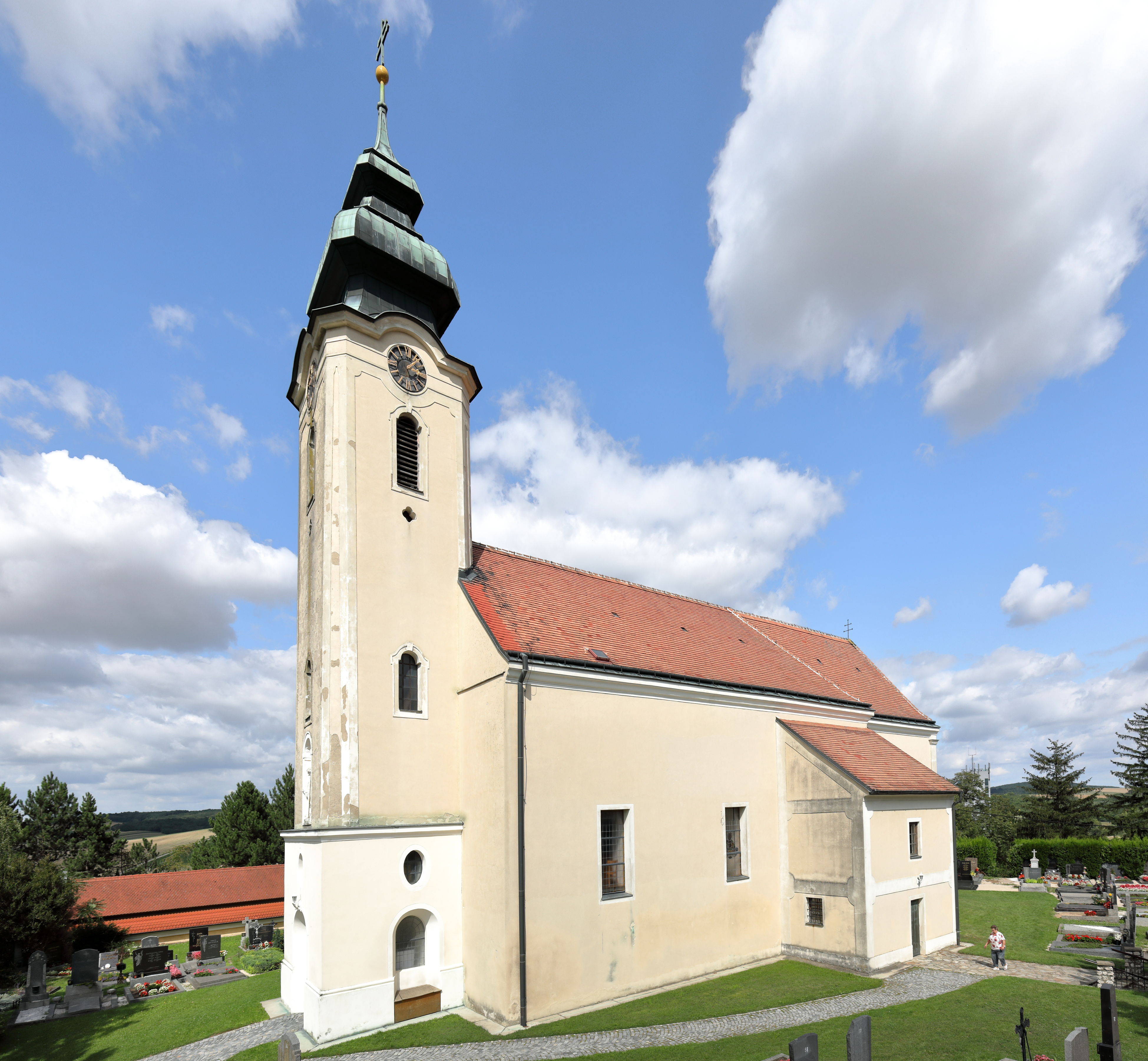
A Keresztelő Szt. János-templom

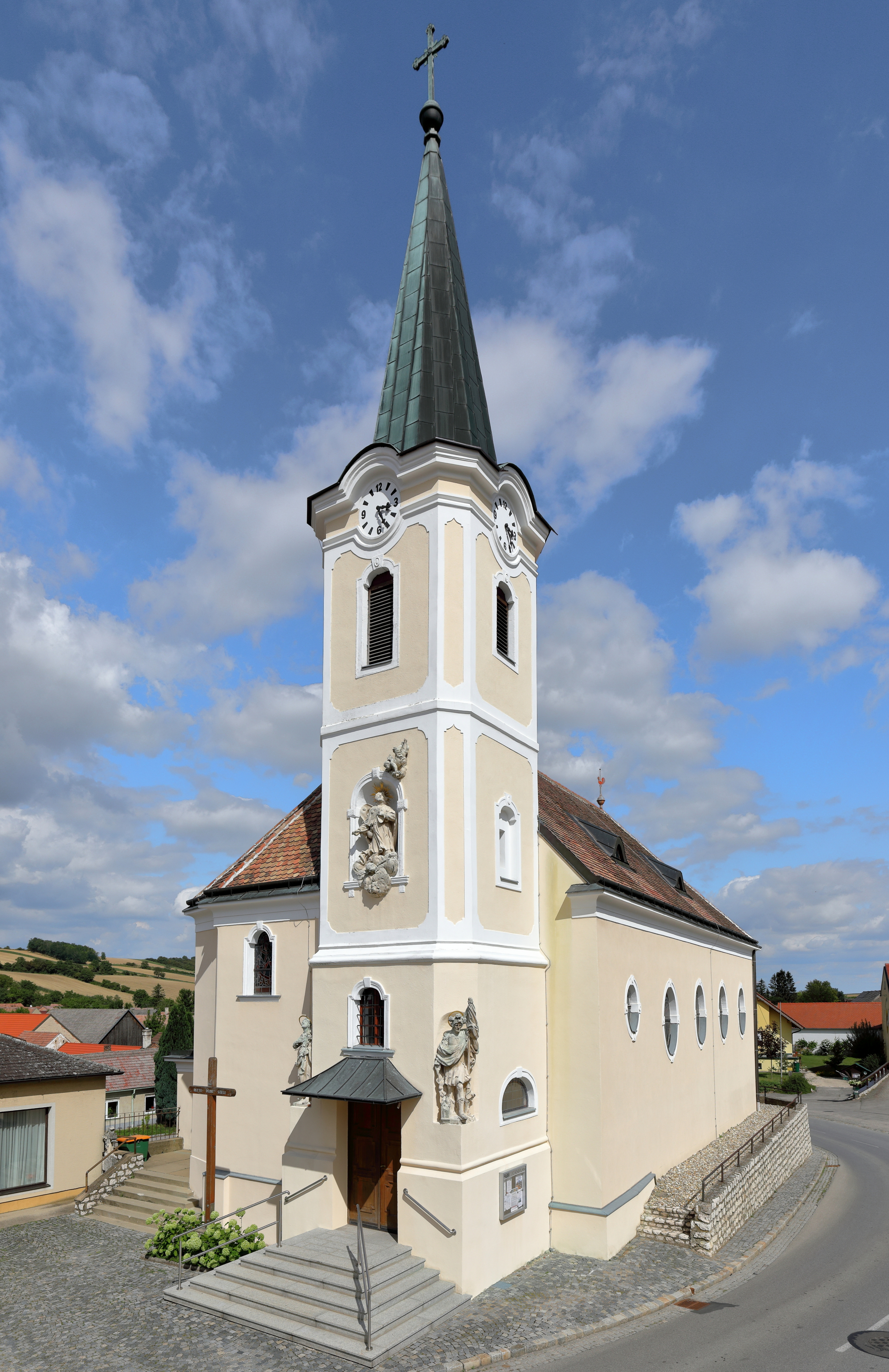

Gnadendorf a tartomány Weinviertel régiójában fekszik a Weinvierteli-dombságon. Területének 34,5%-a erdő, 58,8% áll mezőgazdasági művelés alatt. Az önkormányzat 7 települést, illetve településrészt egyesít: Eichenbrunn (277 lakos 2021-ben), Gnadendorf (264), Oedenkirchenwald (3), Pyhra (227), Röhrabrunn (128), Wenzersdorf (69) és Zwentendorf (182).
A környező önkormányzatok: északnyugatra Stronsdorf, északra Gaubitsch, északkeletre Fallbach, keletre Asparn an der Zaya, délkeletre Niederleis, délnyugatra Ernstbrunn.

## Története
Gnadendorfot 1113-ban említik először. A határközeli települést többször elfoglalták a csehek és a magyarok. Birtokosai gyakran változtak: 1543-ban 1543 Christoph Kuenritzé volt; unokái 1650-ben eladták a Leo és Sigmund Friedrich von Sinzendorf fivéreknek. Leszármazottaik 1822-ig birtokolták a falut, amelyet ekkor a Reuss-Köstritzek szereztek meg. 
A második világháború végén a templomtornyot megrongálta egy szovjet tüzérségi lövedék. 
2000-ben a régészek feltárták egy 1000 körül eltemetett, fiatal (14-18 éves) magyar harcos sírját. 

## Lakosság
A gnadendorfi önkormányzat területén 2021 januárjában 1150 fő élt. A lakosságszám 1900-ban érte el a csúcspontját 2107 fővel, azóta csökkenő tendenciát mutat. 2019-ben az ittlakók 96,9%-a volt osztrák állampolgár; a külföldiek közül 1,2% a régi (2004 előtti), 1% az új EU-tagállamokból érkezett. 2001-ben a lakosok 93,1%-a római katolikusnak, 4,1% pedig felekezeten kívülinek vallotta magát. Ugyanekkor az 1150 német anyanyelvű mellett 10 horvát élt a községben. 
A népesség változása:

| 2016 | 1 129 |
| 2018 | 1 127 |

## Látnivalók
- a wenzersdorfi kastély a második világháborúban romba dőlt
- a gnadendorfi Keresztelő Szt. János-plébániatemplom
- az eichenbrunni Szt. Koloman-plébániatemplom
- a wenzersdorfi Angyali üdvözlet-plébániatemplom

## Fordítás
- Ez a szócikk részben vagy egészben  a   Gnadendorf című német Wikipédia-szócikk ezen változatának fordításán alapul.  Az eredeti cikk szerkesztőit annak laptörténete sorolja fel. Ez a jelzés csupán a megfogalmazás eredetét és a szerzői jogokat jelzi, nem szolgál a cikkben szereplő információk forrásmegjelöléseként.